# Ghelna
Ghelna is een geslacht van spinnen uit de familie springspinnen (Salticidae).

## Soorten
De volgende soorten zijn bij het geslacht ingedeeld:
- Ghelna barrowsi (Kaston, 1973)
- Ghelna canadensis (Banks, 1897)
- Ghelna castanea (Hentz, 1846)
- Ghelna sexmaculata (Banks, 1895)